# Горан Милорадовић
Горан Милорадовић (Нови Бечеј, 15. мај 1965) је српски историчар и научни саветник Института за савремену историју у Београду.

## Биографија
Основну и средњу школу завршио је у Новом Бечеју.
Дипломирао је, магистрирао и докторирао на Катедри за општу савремену историју, на Филозофском факултету у Београду. Код ментора проф. др Андреја Митровића обранио је 1994. год дипломски рад Замјатин и историја у роману „Ми”,  a 2000. године  и магистарску тезу Логори за изолацију у Краљевини Срба, Хрвата и Словенаца (1919-1922). Докторску тезу Совјетски културни утицаји у Југославији 1945-1955. године одбранио је 2009. под менторством проф. др Мирослава Јовановића.
У Институту за савремену историју ради од 2002. године.
Бави се темама из историје средње и источне Европе (Руска царевина и Совјетски Савез, Кнежевина и Краљевина Србија, Хабсбуршка монархија, Југославија), а посебно из области културне и друштвене историје, историје идеја и идеологија.
Истраживао је у домаћим и иностраним архивима: Архив Југославије, Државни архив Србије, Историјски архив Београда, Дипломатски архив Министарства спољних послова Србије, Государственный архив Российской Федерации, Российский государственный архив социально-политической истории, Российский государственный архив новейшей истории. 
Резултате својих истраживања приказивао је на научним конференцијама у Србији и иностранству – Русији, Белорусији, Хрватској, Бугарској, Финској, Аустрији, Босни и Херцеговини (Републици Српској). 
Учествовао је на пројектима у оквиру којих су објављивани историјски извори, у сарадњи са Историјским архивом Београда, Државним архивом Србије, Славистичким институтом Руске академије наука и Архивом града Москве.
У Истраживачкој страници Петница формирао је Семинар друштвене историје, којим је руководио од 2000. до 2002. године и био председник Програмске комисије Семинара. Уредио је два посебна броја часописа Петничке свеске који садрже радове полазника Семинара
Био је члан редакције научног часописа Историја 20. века, технички уредник и члан редакције Годишњака за друштвену историју .  
Од 2013. до 2021. године је био члан Управног одбора Архива Србије.
Сарађивао је са Одјељењем за историју Андрићевог института.
На Међународном филмском фестивалу Mister Vorky, који се одржава у Руми, био је члан жирија 2017. године.